# Kwas kromoglikanowy
Kwas kromoglikanowy (także kromoglikan, w postaci soli sodu – kromoglikan dwusodowy) – wprowadzony do użytku w 1965 roku lek z grupy kromonów o działaniu zapobiegawczym przeciwalergicznym.

## Mechanizm działania
Hamuje wyzwalanie histaminy oraz innych mediatorów zapalnych (leukotrienów) uwalnianych podczas degranulacji mastocytów w wyniku reakcji antygen-przeciwciało. U podłoża tego działania leży blokada kanałów wapniowych, przez które wnikają jony Ca2+ do wnętrza mastocytu, doprowadzając do inicjacji kaskady biochemicznej, wywołującej uwolnienie histaminy i innych mediatorów anafilaksji. Dodatkowo kromoglikan uszczelnia drobne naczynia krwionośne oraz hamuje chemotaksję neutrofili.

## Farmakokinetyka i farmakodynamika
Podawany miejscowo na błony śluzowe oskrzeli, nosa, do worka spojówkowego oraz doustnie. Wydalany w formie niezmienionej z moczem i żółcią. Okres półtrwania wynosi 1,5 godziny.

## Zastosowanie
Lek ze względu na specyfikę działania musi być podawany przed zetknięciem z alergenem. W przypadku wystąpienia reakcji uczuleniowej, podanie leku jest nieskuteczne. Stosowany w alergiach dróg oddechowych, astmie (nie przerywa napadu astmy, może być stosowany tylko zapobiegawczo), alergicznym zapaleniu spojówek, alergiach pokarmowych (jako lek wspomagający leczenie podstawowe). Nie stosuje się w chorobach skóry (brak skuteczności).

## Sposób podawania
Miejscowo – na błony śluzowe nosa, do worka spojówkowego, do drzewa oskrzelowego, do przewodu pokarmowego.

## Działania niepożądane
Lek nie wykazuje ogólnoustrojowych działań niepożądanych. Miejscowo mogą wystąpić ograniczone podrażnienia błon śluzowych, możliwy kaszel przy podawaniu.

## Preparaty
- Allergo-Comod – krople do oczu.
- Ditec – aerozol.
- Kromoglikan – tabletki do sporządzania zawiesiny.
- Polcrom 2% – aerozol do nosa, roztwór 20 mg/l
- Cusicrom – krople do oczu.

Inne nazwy handlowe: Cromosol, Intal, Cromogen, Cropoz, Opticrom.
Zobacz też: nedokromil.